# Leven Rambin
Leven Rambin, född 17 maj 1990 i Houston, är en amerikansk skådespelare.
Rambin har bland annat medverkat i TV-serierna True Detective från 2015 och Gone (2017-2018). Hon har även medverkat i filmerna The Hunger Games från 2012 och The Forever Purge från 2021.

## Filmografi (i urval)
- 2012: The Hunger Games
- 2015: True Detective
- 2017-2018: Gone
- 2019: The Dirt
- 2021: The Forever Purge